# خانه نیکپور
خانه نیکپور مربوط به دوره قاجار است و در یزد، خیابان امام خمینی (ره)، کوچه فهادان، روبروی درمانگاه خیریه حضرت علی‌اصغر (ع) واقع شده و این اثر در تاریخ ۲۸ اسفند ۱۳۸۵ با شمارهٔ ثبت ۱۸۶۷۱ به‌عنوان یکی از آثار ملی ایران به ثبت رسیده است.